# Hoắc Khâu
Hoắc Khâu (giản thể: 霍邱县; phồn thể: 霍邱縣; bính âm: Huòqiū Xiàn, âm Hán Việt: Hoắc Khâu huyện) là một huyện nằm ở phía tây địa cấp thị Lục An, tỉnh An Huy, Trung Quốc. Huyện này giáp tỉnh Hà Nam về phía tây. Huyện Hoắc Khâu có diện tích 3.239 km², dân số năm 2020 là 944.985 người, mật độ dân số đạt 292 người/km². Mã số bưu chính của huyện là 237400. Chính quyền huyện đóng tại trấn Thành Quan.

## Phân chia hành chính
Huyện Hoắc Khâu được chia thành 30 đơn vị hành chính gồm 21 trấn và 9 hương.
- Trấn: Thành Quan, Diệu Lý, Hồng Tập, Tào Miếu, Chúng Hưng Tập, Hạ Điếm, Ô Long, Lô Hồ, Long Đàm, Thạch Điếm, Phùng Tỉnh, Lâm Thủy, Cao Đường, Xóa Lộ, Tân Điếm, Mạnh Tập, Hoa Viên, Chu Tập, Mã Điếm, Trường Tập, Hà Khẩu, Phạm Kiều, Phan Tập.
- Hương: Bành Tháp, Vương Tiệt Lưu, Lâm Hoài Cương, Thành Tây Hồ, Tống Điếm, Tam Lưu, Thiêu Cương, Bạch Liên, Phùng Linh.